# ヴァンダ (小惑星)
ヴァンダ(1057 Wanda)は、小惑星帯に位置する小惑星の1つである。シメイス天文台でグリゴーリ・シャインによって発見された。由来はロシアの作家ワンダ・ワシレフスカヤにちなむ。